# Undinė Radzevičiūtė
Undinė Radzevičiūtė (16 luglio 1967) è una scrittrice lituana.

## Biografia
Nasce a Vilnius il 16 luglio 1967 da madre originaria della Curlandia, una regione della Lettonia di cultura tedesca, e da padre di origine polacca.
Radzevičiūtė studia all'Accademia d'arte di Vilnius. Poi lavora per alcuni anni nell'industria della pubblicità, sia per l'agenzia Saatchi & Saatchi sia per Leo Burnett.

## Carriera letteraria
Radzevičiūtė pubblica il suo primo libro, un romanzo intitolato Strekaza, nel 2003. Segue, nel 2010, Frankburgas. La sua prima raccolta di racconti, Baden Badeno nebus, viene pubblicata nel 2011. In queste storie compaiono spesso gli stessi personaggi e una stessa impostazione: prima o poi, nel racconto, una persona si trova sotto pressione ed è portata a fingere di essere più semplice che nella realtà, e ad adattarsi alle aspettative della società che alla fine la conducono alla distruzione.
La scrittura di Radzevičiūtė viene definita minimalista, tagliente, affilata, come per tagliare via le parole inutili ed eliminare le descrizioni.
Il suo quarto romanzo, Žuvys ir drakonai (Pesci e draghi, 2013) le vale nel 2015 il Premio Letterario dell'Unione Europea. Si tratta di un romanzo storico con due intrecci paralleli: uno si svolge nella Cina imperiale seguendo le vicende del gesuita e pittore italiano Giuseppe Castiglione presso l'imperatore della dinastia Qing, l'altro ripercorre la vita di tre generazioni di donne nella Chinatown di Vilnius. In entrambi i livelli narrativi si descrivono gli scontri culturali tra Oriente e Occidente.
Il lavoro successivo, 180, lascia il genere storico per il romanzo giallo in una narrazione che esplora il tema di come le grandi vittorie possano trasformarsi in sconfitte definitive, e di come i tentativi di riparazione possano portare addirittura alla morte.
Le opere di Radzevičiūtė sono state tradotte in Russo e in Estone, Pesci e draghi è stato tradotto in inglese da Romas Kinka e in italiano da Adriano Cerri.

## Opere
- Strekaza. Vilnius: Tyto alba. 2003.  ISBN 978-9955-23-637-5.
- Frankburgas, Vilnius, Tyto alba, 2010, ISBN 978-9986-16-752-5. ISBN 978-9986-16-752-5.
- Baden Badeno nebus. Vilnius: Baltos Lankos. 2011. ISBN 978-9955-23-489-0.
- 180. Baltos Lankos. 2015. ISBN 978-9955-23-811-9.
- Žuvys ir drakonai. Baltos Lankos. 2015. ISBN 978-9955-23-658-0.
- Kraujas melynas. Lietuvos rašytojų sąjungos leidykla. 2017. ISBN 978-9986-39-930-8.